# Erwin Wenzl
Erwin Wenzl, né le 2 août 1921 à Annaberg et mort le 17 octobre 2005 à Linz, est un homme politique autrichien membre du Parti populaire autrichien (ÖVP).

## Biographie
Il est Landeshauptmann de Haute-Autriche entre le 3 mai 1971 et le 19 octobre 1977.